# Gardner Motor Company

Gardner (Гарднер) — з 1919 року американський виробник автомобілів. Штаб-квартира розташована в місті Сент-Луїс, штат Міссурі. У 1932 році компанія припинила виробництво автомобілів.

## Брати Гарднер
У 1879 році Рассел Гарднер покинув батьківський дім в Теннессі і перебрався Сент-Луїс, що в штаті Міссурі, незабаром там він почав виготовляти дерев'яні колеса, і в 1882 році заснував фірму Banner Buggy Co, яка стала виготовляти гужовий транспорт. Незабаром хлопець який прибув в місто без єдиного гроша, став одним з найбагатших і найбільших виробників возів на західному березі Міссісіпі. У 1903 році, коли вже було ясно, що майбутнє за безкінними екіпажами, Гарднер побудував свій саморушний транспорт, встановивши на віз рульове управління і мотор, проте далі цих експериментів справа не пішла.
У 1915 році з'являється фірма Chevrolet, і Гарднер Старший, у якого вже виросли сини Рассел і Фредерік, домовляється з фірмою з Детройта про виготовлення кузовів для її автомобілів в цьому регіоні країни, а незабаром і взагалі самі починають випускати Chevrolet 4-90. До початку війни Рассел Гарднер Старший прибрав до рук у своєму регіоні весь бізнес, пов'язаний з фірмою Chevrolet, але оскільки його сини йдуть у військово-морський флот добровольцями, він вирішує в 1918 році продати весь свій бізнес фірмі General Motors.

## Заснування компанії. Початок виробництва автомобілів
Коли сини повернулися додому, то, порадившись за сімейним столом, було вирішено самим випускати автомобілі, закуповуючи комплектуючі у спеціалізованих фірм і самим тільки збирати машини, в результаті в 1919 році ґрунтується фірма Gardner Motor Company, починаються роботи над проектом, як силовий агрегат вибирають 3.15 л 4-циліндровий двигун фірми Lycoming, який видавав 35 сил. У лютому 1920 року починається серійний випуск автомобілів, поки що тільки з кузовом тоурінг.
У квітні на додаток до цього кузова з'явився родстер, а ще через п'ять місяців — закритий седан, в перший же рік було продано понад 5000 автомобілів, що було дуже непоганим результатом. У 1922 році впевнений в якості своєї продукції Гарднер дає рік гарантії, в той час, як більшість фірм обмежується 90 днями, цей факт дає небувале зростання продажів, який збільшується аж до 9000 автомобілів за рік. Водночас автомобілі, що практично не змінилися, отримують нові індекси, перші літери яких позначають тип кузова, тобто T Series, R Series, S Series і С Series, оскільки наприкінці 1921 року був анонсований купе.

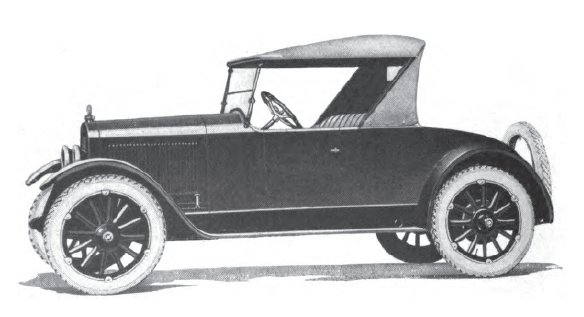
Gardner R Series

У 1923 році з'являються нові мотори у фірми Lycoming, модель CE, цей мотор при об'ємі 3.5 л розвиває 43 к.с. і є одним з найпотужніших у своєму класі, Gardner не міг обійти його стороною, так що під капотом автомобілів цієї марки тепер можна було знайти тільки цей мотор. Фірма ж пропонувала своїм клієнтам величезну кількість кузовів, у тому числі: турінг, родстер, седан, 2-місний купе, 5-місний купе, брогем, крім цього була спеціальна версія Radio Special, машина не мала радіо в салоні, просто власникам захотілося так назвати свою модель, це був турінг, який забарвлювався в синій колір і мав чорні крила з підніжками, також його штатно комплектували переднім бампером, нічим іншим ця машина від інших не відрізнялася.
У 1924 році автомобілі отримали назву 5 Series, седан цієї моделі вибирає на трансконтинентальний пробіг Кенонбейл Бейкер, який хотів побити рекорд подолання шляху з Нью-Йорка до Лос-Анджелеса в зимовий період, на це у нього йде чотири дні, чотирнадцять годин і п'ятнадцять хвилин, тим самим встановивши новий рекорд.
У січні 1925 року на Нью-Йоркській виставці був представлений 8-циліндровий автомобіль 8 Series, під капотом знаходився 4.5 л 75-сильний агрегат все тієї ж фірми Lycoming, крім іншого машини отримали механічні гальма на всіх колесах. Як декоративний елемент на пробці радіатора з'являється грифон, який буде символом автомобіля до самого кінця.
У березні цього ж року припиняється виробництво 4-циліндрових автомобілів, їм на заміну приходить модель 6 Series з 6-циліндровим 3.4 л мотором, потужністю в 57 сил, на 1926 рік підготовляються зміни, наприклад, родстери отримують регульовану рульову колонку, ручник переїжджає під панель приладів, яка своєю чергою отримує ілюмінацію. Шасі машин були значно збільшені в базі, плюс на автомобілях з'являються нові мотори, 6-ки були збільшені до 3.7 л, які видавали 60 сил, а рядні вісімки 4.9 л були потужністю в 80 к.с., ці автомобілі отримують приставку В в індексах, тобто 6В і 8В.
У січні 1927 року фірма відмовляється і від 6-циліндрових автомобілів, пропонуючи своїм покупцям тільки 8-циліндрові автомобілі, щоб урізноманітнити вибір до 4.9 л моделі, яка отримала індекс 90, додається 3.7 л модель, у якої потужність мотора була форсована до 70 сил, ця машина отримує індекс 80. Обидві моделі отримують автоматичну змазку шасі фірми Alemite, причому викуповують цю ліцензію так, що тільки машини фірми Gardner можуть оснащуватися нею. Через рік знову була зміна модельного ряду, який тепер складають моделі 75 Series 3.7 л 76 к.с., 85 Series 4.0 л 85 к.с. і 95 Series з 4.9 л мотором, чия потужність була доведена до 115 к.с., що зробило цю машину найпотужнішою з 8-циліндрових, об'ємом до 5 л.
У червні 1929 року починають співпрацю з New Era Motors, фірми доводять до розуму прототип Ruxton, який планується випускати на потужностях фірми Gardner, проте в серпні Фред Гарднер, який був на той момент директором компанії, відмовляється підписувати договір з Арчі Ендрюсом, який не виконував фінансові зобов'язання перед фірмою Фреда Гарднера. А через місяць анонсуються нові моделі серій 120, 125 і 130, це були технічно ті ж машини, які отримали, на відміну від попередників, гідравлічний привід гальм, плюс інший дизайн кузовів, всього виходило 16 варіантів автомобілів, які могли фарбуватися в 50 кольорів, але якщо клієнтові не підходив жоден колір, пропонований каталогом, то машину могли забарвити в індивідуальному порядку в потрібний.
Але через місяць стався обвал фондової біржі, який поховав плани фірми продавати автомобілі через торгові мережі фірми Sears, було вирішено закінчити гонку за кількістю циліндрів і повернути в шоу-руми 6-циліндрові більш доступні машини. 136 Series отримує 3-літровий 70-сильний агрегат, але в строю залишаються і 8-циліндрові машини, крім самої слабкої. Модель 125 була перейменована в 140, і видавала 90 сил, серія 130 була переіндексована в 150, з віддачею мотора в 126 сил. Також на автомобільній виставці в Нью-Йорку демонструється передньопривідний автомобіль, очевидно конструкцію якого підгледіли під час роботи над доведенням автомобіля Ruxton. Автомобіль оснастили 6-циліндровим двигуном фірми Continental, який видавав 80 сил, в підвісці використовувалися гідравлічні амортизатори, кузов, який побудувала фірма Baker-Raulang, мав нетипову особливість для того часу — радіатор знаходився за декоративними ґратами, рішення, яке увійде в моду тільки років через 5. Але цю машину так і не змогли довести до серійного виробництва, і вона залишилася прототипом.

## Припинення виробництва автомобілів
Восени 1930 року почалися продажі автомобілів 1931 модельного року, 8-ки були перейменовані в 148 і 158 Series, однак наприкінці грудня 1931 року фірма змушена була припинити серійне виробництво легкових автомобілів, продажі автомобілів впали не тільки внаслідок кризи, а й через відсутність реклами, Фред Гарднер вирішив заощадити, і це обернулося йому боком.

## Закриття компанії
Гарднер крім автомобільного бізнесу мав ще й похоронний, тому автомобільне підприємство, що належало йому, стало випускати катафалки, але їх виробництво протрималося до кінця 1932 року, а через рік помер і власник фірми.

## Список автомобілів Gardner
- 1920 — Gardner G Series
- 1922 — Gardner T Series
  - Gardner R Series
  - Gardner S Series
  - Gardner C Series
- 1924 — Gardner 5 Series
- 1925 — Gardner 8 Series
  - Gardner 6 Series
- 1926 — Gardner 6B Series
  - Gardner 8B Series
- 1927 — Gardner 90 Series
  - Gardner 80 Series
- 1928 — Gardner 75 Series
  - Gardner 85 Series
  - Gardner 95 Series
- 1929 — Gardner 120 Series
  - Gardner 125 Series
  - Gardner 130 Series
  - Gardner 136 Series
  - Gardner 140 Series
  - Gardner 150 Series
- 1930 — Gardner 148 Series
  - Gardner 158 Series